# Gunungsitoli
Gunungsitoli (även stavat Gunung Sitoli) är en stad på ön Nias, väster om Sumatra, i provinsen Sumatera Utara i Indonesien. Den bildades 2008 och har cirka 140 000 invånare. 